# Miltogramma albifacies
Miltogramma albifacies är en tvåvingeart som beskrevs av Villeneuve 1929. Miltogramma albifacies ingår i släktet Miltogramma och familjen köttflugor.
Artens utbredningsområde är Egypten. Inga underarter finns listade i Catalogue of Life.